# 皇國父
皇國父（?—?），子姓，皇氏，中国春秋时期宋国太宰。
前556年（鲁襄公十七年、宋平公二十年）皇国父做太宰，为宋平公筑台，妨碍农时。乐喜（子罕）请求等农事完毕再建造，平公不答应。筑城的人唱歌谣：“泽门之皙，实兴我役。邑中之黔，实尉我心（泽门里的白脸，要我们服劳役。城里的黑脸，体贴我们的心意）。”子罕听到后，亲自巡行督察筑城的人，拿着竹鞭鞭打不勤快的人，说：“我国这辈小人都有房子躲避燥湿寒暑。现在国君筑台都不很快完成，怎能做事情呢？”唱歌的人就不唱了。有人问他为什么这样？子罕说：“宋国虽小，但是既有诅咒，又有歌颂，是祸乱的根本。”